# Ahuatlán, Ahuatlán
Ahuatlán är en ort i Mexiko.   Den ligger i kommunen Ahuatlán och delstaten Puebla, i den sydöstra delen av landet, 130 km sydost om huvudstaden Mexico City. Ahuatlán ligger 1 299 meter över havet och antalet invånare är 1 026.
Terrängen runt Ahuatlán är huvudsakligen kuperad, men den allra närmaste omgivningen är platt. Runt Ahuatlán är det ganska tätbefolkat, med 134 invånare per kvadratkilometer. Närmaste större samhälle är San Sebastián Tenango, 13,1 km nordost om Ahuatlán. I omgivningarna runt Ahuatlán växer huvudsakligen savannskog.